# Halocíprides
Els halocíprides (Halocyprida) són un ordre de crustacis ostracodes de la subclasse dels miodòcops.

## Taxonomia
Els halocíprides es divideixen en dos subordres, Cladocopina i Halocypridina, i diverses famílies:
- Subordre Cladocopina Sars, 1865 
  - Superfamilia Polycopoidea Sars, 1865
    - Família Polycopidae Sars, 1865
- Subordre Halocypridina Dana, 1853 
  - Superfamilia Halocypridoidea Dana, 1853
    - Família Halocyprididae Dana, 1853

  - Superfamilia Thaumatocypridoidea Müller, 1906
    - Família Thaumatocyprididae Müller, 1906